# Damernas 50 meter frisim vid världsmästerskapen i kortbanesimning 2022
Damernas 50 meter frisim vid världsmästerskapen i kortbanesimning 2022 avgjordes den 16 och 17 december 2022 i Melbourne Sports and Aquatic Centre i Melbourne i Australien.
Guldet togs av australiska Emma McKeon efter ett lopp på 23,04 sekunder, vilket blev ett nytt mästerskaps- och oceaniskt rekord. Silvret togs av polska Katarzyna Wasick och bronset togs av brittiska Anna Hopkin.

## Rekord
Inför tävlingens start fanns följande världs- och mästerskapsrekord:
|                   | Namn                | Nation        | Tid   | Ort                              | Datum            |
| ----------------- | ------------------- | ------------- | ----- | -------------------------------- | ---------------- |
| Världsrekord      | Ranomi Kromowidjojo | Nederländerna | 22,93 | Berlin, Tyskland                 | 7 augusti 2017   |
| Mästerskapsrekord | Sarah Sjöström      | Sverige       | 23,08 | Abu Dhabi, Förenade arabemiraten | 21 december 2021 |

Följande nya rekord noterades under mästerskapet:
| Datum       | Omgång | Namn        | Nationalitet | Tid   | Rekord |
| ----------- | ------ | ----------- | ------------ | ----- | ------ |
| 17 december | Final  | Emma McKeon | Australien   | 23,04 | 0MR0   |

## Resultat

### Försöksheat
Försöksheaten startade den 16 december klockan 11:58.
| Placering | Heat | Bana | Namn                  | Nationalitet              | Tid           | Noteringar    |
| --------- | ---- | ---- | --------------------- | ------------------------- | ------------- | ------------- |
| 1         | 8    | 4    | Katarzyna Wasick      | Polen                     | 23,74         | 0Q0           |
| 2         | 6    | 5    | Meg Harris            | Australien                | 23,77         | 0Q0           |
| 3         | 8    | 2    | Julie Kepp Jensen     | Danmark                   | 23,79         | 0Q0           |
| 4         | 7    | 3    | Anna Hopkin           | Storbritannien            | 23,86         | 0Q0           |
| 4         | 7    | 6    | Melanie Henique       | Frankrike                 | 23,86         | 0Q0           |
| 6         | 7    | 4    | Emma McKeon           | Australien                | 23,93         | 0Q0           |
| 7         | 7    | 5    | Michelle Coleman      | Sverige                   | 23,94         | 0Q0           |
| 8         | 6    | 6    | Erika Brown           | USA                       | 23,98         | 0Q0           |
| 9         | 8    | 8    | Neža Klančar          | Slovenien                 | 24,16         | 0Q0, 0NR0     |
| 10        | 6    | 4    | Claire Curzan         | USA                       | 24,17         | 0Q0           |
| 11        | 8    | 7    | Barbora Seemanová     | Tjeckien                  | 24,24         | 0Q0           |
| 12        | 6    | 3    | Valerie van Roon      | Nederländerna             | 24,33         | 0Q0           |
| 12        | 8    | 3    | Wu Qingfeng           | Kina                      | 24,33         | 0Q0           |
| 14        | 7    | 2    | Kim Busch             | Nederländerna             | 24,37         | 0Q0           |
| 15        | 6    | 1    | Rebecca Moynihan      | Nya Zeeland               | 24,59         | 0Q0           |
| 16        | 5    | 4    | Caitlin de Lange      | Sydafrika                 | 24,67         | 0Q0           |
| 17        | 8    | 1    | Jenjira Srisa-Ard     | Thailand                  | 24,69         | 0NR0          |
| 18        | 7    | 7    | Yume Jinno            | Japan                     | 24,74         |               |
| 19        | 6    | 2    | Isabella Hindley      | Storbritannien            | 24,86         |               |
| 20        | 5    | 2    | Anna Hadjiloizou      | Cypern                    | 24,93         |               |
| 20        | 5    | 5    | Andrea Berrino        | Argentina                 | 24,93         |               |
| 20        | 6    | 7    | Lillian Slušná        | Slovakien                 | 24,93         |               |
| 23        | 7    | 1    | Diana Petkova         | Bulgarien                 | 24,96         |               |
| 24        | 5    | 1    | Hur Yeon-kyung        | Sydkorea                  | 24,99         |               |
| 25        | 4    | 3    | Huang Mei-chien       | Taiwan                    | 25,07         | 0NR0          |
| 26        | 4    | 4    | Amel Melih            | Algeriet                  | 25,09         | 0NR0          |
| 27        | 6    | 8    | Sirena Rowe           | Colombia                  | 25,19         |               |
| 28        | 7    | 8    | Stephanie Balduccini  | Brasilien                 | 25,24         |               |
| 29        | 5    | 6    | Rafaela Fernandini    | Peru                      | 25,36         | 0NR0          |
| 30        | 5    | 3    | Chan Kin Lok          | Hongkong                  | 25,61         |               |
| 31        | 4    | 6    | Elisabeth Timmer      | Aruba                     | 25,64         | 0NR0          |
| 32        | 5    | 7    | Jasmine Alkhaldi      | Filippinerna              | 25,69         |               |
| 33        | 5    | 8    | Karen Torrez          | Bolivia                   | 26,09         |               |
| 34        | 4    | 5    | Kirabo Namutebi       | Uganda                    | 26,15         |               |
| 35        | 4    | 7    | Rhaniska Gibbs        | Bahamas                   | 26,16         |               |
| 36        | 4    | 1    | Aleka Persaud         | Guyana                    | 26,42         |               |
| 36        | 4    | 2    | Marie Khoury          | Libanon                   | 26,42         |               |
| 38        | 3    | 4    | Hana Beiqi            | Kosovo                    | 26,84         |               |
| 39        | 4    | 8    | Nomvula Mjimba        | Zimbabwe                  | 27,15         |               |
| 40        | 3    | 5    | Kaiya Brown           | Samoa                     | 27,43         |               |
| 41        | 3    | 2    | Sophia Latiff         | Tanzania                  | 27,63         |               |
| 42        | 2    | 1    | Cassandre Zenon       | Kamerun                   | 27,87         |               |
| 43        | 3    | 6    | Noelani Day           | Tonga                     | 28,18         |               |
| 44        | 1    | 5    | Rachel Sanders        | Gibraltar                 | 28,73         |               |
| 45        | 1    | 4    | Taeyanna Adams        | Mikronesiska federationen | 28,84         |               |
| 45        | 2    | 6    | Jhnayali Tokome-Garap | Papua Nya Guinea          | 28,84         |               |
| 47        | 2    | 4    | Anushiya Tandukar     | Nepal                     | 28,92         |               |
| 48        | 2    | 5    | Saba Sultan           | Kuwait                    | 29,04         |               |
| 49        | 3    | 1    | Ammara Pinto          | Malawi                    | 29,71         |               |
| 50        | 1    | 7    | Sonia Aktar           | Bangladesh                | 29,75         |               |
| 51        | 3    | 7    | Abbi Illis            | Sint Maarten              | 29,77         |               |
| 52        | 1    | 6    | Mashael Al-Ayed       | Saudiarabien              | 29,87         |               |
| 53        | 3    | 8    | Kayla Hepler          | Marshallöarna             | 30,31         |               |
| 54        | 2    | 3    | Hamna Ahmed           | Maldiverna                | 30,35         |               |
| 55        | 2    | 8    | Ungilreng Ruluked     | Palau                     | 32,04         |               |
| 56        | 2    | 2    | Imelda Ximenes Belo   | Östtimor                  | 32,95         |               |
| 57        | 2    | 7    | Marie Amenou          | Togo                      | 34,70         |               |
| 58        | 1    | 1    | Mary Yongai           | Sierra Leone              | 41,41         |               |
| 59        | 1    | 2    | Mahra Al-Shehhi       | Förenade arabemiraten     | Startade inte | Startade inte |
| 59        | 1    | 3    | Vanessa Bobimbo       | Kongo-Brazzaville         | Startade inte | Startade inte |
| 59        | 3    | 3    | Rosemarie Rova        | Fiji                      | Startade inte | Startade inte |
| 59        | 8    | 5    | Zhang Yufei           | Kina                      | Startade inte | Startade inte |
| 59        | 8    | 6    | Silvia Di Pietro      | Italien                   | Startade inte | Startade inte |

### Semifinaler
Semifinalerna startade den 16 december klockan 20:25.
| Placering | Heat | Bana | Namn              | Nationalitet   | Tid   | Noteringar |
| --------- | ---- | ---- | ----------------- | -------------- | ----- | ---------- |
| 1         | 2    | 4    | Katarzyna Wasick  | Polen          | 23,37 | 0Q0        |
| 2         | 1    | 3    | Emma McKeon       | Australien     | 23,51 | 0Q0        |
| 3         | 2    | 6    | Michelle Coleman  | Sverige        | 23,77 | 0Q0        |
| 4         | 1    | 5    | Anna Hopkin       | Storbritannien | 23,79 | 0Q0        |
| 5         | 2    | 5    | Julie Kepp Jensen | Danmark        | 23,93 | 0Q0        |
| 6         | 1    | 4    | Meg Harris        | Australien     | 23,97 | 0Q0        |
| 7         | 1    | 6    | Erika Brown       | USA            | 24,00 | 0Q0        |
| 7         | 2    | 3    | Mélanie Henique   | Frankrike      | 24,00 | 0Q0        |
| 9         | 2    | 2    | Neža Klančar      | Slovenien      | 24,13 | 0NR0       |
| 10        | 1    | 7    | Valerie van Roon  | Nederländerna  | 24,19 |            |
| 11        | 2    | 1    | Wu Qingfeng       | Kina           | 24,21 |            |
| 12        | 1    | 2    | Claire Curzan     | USA            | 24,22 |            |
| 13        | 2    | 7    | Barbora Seemanová | Tjeckien       | 24,25 |            |
| 14        | 1    | 1    | Kim Busch         | Nederländerna  | 24,34 |            |
| 15        | 1    | 8    | Caitlin de Lange  | Sydafrika      | 24,53 |            |
| 16        | 2    | 8    | Rebecca Moynihan  | Nya Zeeland    | 24,67 |            |

### Final
Finalen startade den 17 december klockan 21:33.
| Placering | Bana | Namn              | Nationalitet   | Tid   | Noteringar |
| --------- | ---- | ----------------- | -------------- | ----- | ---------- |
| 1         | 5    | Emma McKeon       | Australien     | 23,04 | 0MR0, 0AR0 |
| 2         | 4    | Katarzyna Wasick  | Polen          | 23,55 |            |
| 3         | 6    | Anna Hopkin       | Storbritannien | 23,68 |            |
| 4         | 2    | Julie Kepp Jensen | Danmark        | 23,71 |            |
| 5         | 3    | Michelle Coleman  | Sverige        | 23,72 |            |
| 6         | 7    | Meg Harris        | Australien     | 23,73 |            |
| 7         | 1    | Erika Brown       | USA            | 23,76 |            |
| 8         | 8    | Mélanie Henique   | Frankrike      | 23,90 |            |